# دواين ليو
دواين ليو (28 يونيو 1982 في غرينادا - ) هو لاعب كرة قدم غرينادا في مركز الوسط. شارك مع منتخب غرينادا لكرة القدم.

## وصلات خارجية
- دواين ليو على موقع قاعدة بيانات كرة القدم.إي يو (الإنجليزية)
- دواين ليو على موقع ناشيونال فوتبول تيمز (الإنجليزية)
- دواين ليو على موقع Soccerway.com (الإنجليزية)